# Шаховски турнир у Прагу, 1946.
Шаховски турнир у Прагу одржано је од 3. - 21. октобра 1946. год. а уједно је сматран и зонским турниром Победу је однео Мигел Најдорф.
Међународни шах је озбиљно пореметио Други светски рат, почевши од Олимпијаде 1939. у Буенос Ајресу. Политичке тензије су већ утицале на неке мечеве и то је постало још израженије када је званично избио рат током олимпијаде. Неки тимови и играчи су се повукли, а други су остали у Јужној Америци током рата. Смрт Александра Аљехина у пролеће 1946. додатно је искомпликовала ситуацију. Након завршетка рата, ФИДЕ конференција у Винтертуру у Швајцарској у лето 1946. морала је не само да покуша да поново успостави саму ФИДЕ, већ и да се бави питањем титуле светског шампиона. ФИДЕ је предложила турнир за наслов светског првака са пет учесника са турнира АВРО (1938): Михаил Ботвиник, Паул Керес, Макс Еве, Семјуел Решевски и Рубен Фајн, заједно са Василијем Смисловим. У случају да би неко од кандидата одустао заменио би га победник турнира у Гронингена (1946) или Прага 1946 године.
Турнир је замишљен као спомен на Карела Трејбала и Веру Менчик који су погинули током Другог светског рата те је носио и назив Трејбалов меморијал. Организатори су замислили да ово буде престижни турнир. Позвали су да учествује Ботвиника, Смислова, Кереса, Саломона Флора, Давида Бронштајна, Евеа, Решевског и Фајна. Ниједан није учествовао, иако је било очекивања да ће играти. Совјети су били посебно разочарење, јер су одбили у последњем тренутку, наводећи сукоб са полуфиналом њиховог националног првенства. То се догодило дан пре церемоније отварања, због чега је почетак турнира био одложен.. Савели Тартаковер је прихватио позив организатора, али није учествовао због потешкоћа са путовањем. Није стигао на турнир, па га језамени Карел Опоченски. 
Упркос проблемима пре турнира, Праг је био занимљива трка за победника. Јан Фолтис је брзо почео победивши прве четири партије, укључујући и победу над Петром Трифуновићем, једним од кандидата за прво место. Његов темпо се у наставку успорио са два ремија праћена са два пораза. Три ремија у последњих пет кола била су довољна само за поделу четвртог места са Светозаром Глигорићем. Глигорић је такође добро почео, постигао је пет победа и реми у првих шест кола, укључујући потенцијално важну победу против Најдорфа. Његове наде су избледеле пошто је освојио само још једну партију, али је изгубио две и четири ремизирао у другом делу турнира. Његов пораз против Штолца у 10. рунди био је посебно болан. Трифуновић је лоше почео поразом од Гезе Штолца и Фолтиса у прва два кола. Није изгубио више партија, постигавши седам победа и четири ремија, тако да је то било довољно да заврши турнир на другом месту поделивши га са Штолтцом. Штолц је такође почео полако, победивши у само две партије док је изгубио две и ремизирао три у првих седам кола. Завршио је снажно, победивши пет и ремизирајући једану. Најдорф је добро почео, изгубивши само једну партију против Глигорића док је у првих седам кола добио шест. Победио је убедљиво, али у политичкој клими послератне Европе његове наде да ће се укључити у борбу за светског првака биле су неостварене.

## Турнирска табела
|    | Играч             | 1 | 2 | 3 | 4 | 5 | 6 | 7 | 8 | 9 | 10 | 11 | 12 | 13 | 14 | Бодови |
| -- | ----------------- | - | - | - | - | - | - | - | - | - | -- | -- | -- | -- | -- | ------ |
| 1  | Мигел Најдорф     |   | ½ | ½ | 0 | ½ | 1 | 1 | 1 | 1 | 1  | 1  | 1  | 1  | 1  | 10½    |
| 2  | Геза Штолц        | ½ |   | 1 | 1 | ½ | 1 | 0 | 1 | ½ | 0  | 1  | 1  | 1  | ½  | 9      |
| 3  | Петар Трифуновић  | ½ | 0 |   | ½ | 0 | ½ | ½ | 1 | 1 | 1  | 1  | 1  | 1  | 1  | 9      |
| 4  | Светозар Глигорић | 1 | 0 | ½ |   | ½ | 1 | 1 | 1 | ½ | 1  | 0  | 1  | ½  | ½  | 8½     |
| 5  | Јан Фолтис        | ½ | ½ | 1 | ½ |   | 1 | 0 | 1 | 1 | ½  | 0  | ½  | 1  | 1  | 8½     |
| 6  | Хари Голомбек     | 0 | 0 | ½ | 0 | 0 |   | ½ | ½ | 0 | 1  | 1  | 1  | 1  | 1  | 6½     |
| 7  | Лудек Пахман      | 0 | 1 | ½ | 0 | 1 | ½ |   | 1 | ½ | ½  | 0  | 0  | 0  | 1  | 6      |
| 8  | Јарослав Шајтар   | 0 | 0 | 0 | 0 | 0 | ½ | 0 |   | ½ | 1  | 1  | 1  | 1  | 1  | 6      |
| 9  | Мирослав Катетов  | 0 | ½ | 0 | ½ | 0 | 1 | ½ | ½ |   | ½  | 1  | 0  | 0  | 1  | 5½     |
| 10 | Ченек Котнауер    | 0 | 1 | 0 | 0 | ½ | 0 | ½ | 0 | ½ |    | 1  | ½  | ½  | 1  | 5½     |
| 11 | Франтишек Зита    | 0 | 0 | 0 | 1 | 1 | 0 | 1 | 0 | 0 | 0  |    | ½  | 1  | 0  | 4½     |
| 12 | Карлос Гимар      | 0 | 0 | 0 | 0 | ½ | 0 | 1 | 0 | 1 | ½  | ½  |    | 1  | 0  | 4½     |
| 13 | Карел Опоченски   | 0 | 0 | 0 | ½ | 0 | 0 | 1 | 0 | 1 | ½  | 0  | 0  |    | ½  | 3½     |
| 14 | Иван Рогачек      | 0 | ½ | 0 | ½ | 0 | 0 | 0 | 0 | 0 | 0  | 1  | 1  | ½  |    | 3½     |